# YEd
yEd — це програма загального призначення для створення діаграм з багатодокументним інтерфейсом.
Це кросплатформна програма, написана на Java, яка працює на Windows, Linux, Mac OS та інших платформах, які підтримують віртуальну машину Java.
Він випущений під пропрієтарною ліцензією, яка дозволяє використовувати одну копію безкоштовно.
Також існує інтернет-версія yEd, yEd Live [Архівовано 28 квітня 2022 у Wayback Machine.], та існує версія yEd для Confluence — Graphity for Confluence [Архівовано 17 квітня 2021 у Wayback Machine.].
yEd можна використовувати для малювання різних типів діаграм, включаючи блок-схеми, схеми мереж, UML, BPMN, mind map, організаційні діаграми, та діаграми сутність-зв'язок. yEd також дозволяє використовувати користувацьку векторну та растрову графіку як елементи діаграми.
yEd завантажує та зберігає діаграми з/у GraphML, формат на основі XML. Він також може друкувати дуже великі діаграми, які охоплюють кілька сторінок.

## Особливості

### Автоматичний макет
yEd може автоматично впорядковувати елементи діаграми використовуючи різноманітні алгоритми візуалізації, включаючи силові алгоритми візуалізації, ієрархічний макет (для блок-схем), ортогональний макет (для діаграм класів UML) і макет дерева (для організаційних діаграм).

### Обмін даними
yEd може імпортувати дані в різних форматах для створення діаграм з них. Формати імпорту включають формат Microsoft Excel .xls для даних електронних таблиць, формат GEDCOM для генеалогічних даних, а також довільні формати файлів на основі XML, які трансформуються за допомогою таблиць стилів XSLT. Попередньо визначені таблиці стилів XSLT, надані yEd, можуть обробляти формат Apache Ant build script, який використовується для визначення інформації про залежності в процесах складання програмного забезпечення, і формат файлу OWL для опису онтологій. Інші дані на основі XML обробляються загальним способом.
yEd може експортувати діаграми в різні растрові та векторні формати, включаючи GIF, JPEG, PNG, EMF, BMP , PDF, EPS та SVG. Він також може експортувати у формат файлів SWF (Shockwave Flash) і карту зображень HTML.
Структурну інформацію діаграми можна експортувати як GML (мова моделювання графів) і TGF (тривіальний формат графа).

## Розвиток
yEd є продуктом yWorks GmbH, німецької компанії, що займається програмним забезпеченням.